# Schietpartij in het Canadese parlementsgebouw op 22 oktober 2014
De schietpartij bij het Canadees parlementsgebouw in de hoofdstad Ottawa vond plaats op 22 oktober 2014. De aanslag werd gepleegd door een aanhanger van Islamitische Staat. Bij de schietpartij verloren twee personen, inclusief de dader, het leven.

## Verloop
De schutter heette Michael Zehaf-Bibeau. Hij had zich recent tot de islam bekeerd en werd door de Canadese veiligheidsdiensten beschouwd als een risicofactor. Zijn paspoort was ingenomen om te voorkomen dat hij naar Syrië of Irak zou reizen om daar mee te vechten met IS. Zehaf-Bibeau pleegde de daad uit naam van terreurgroep Islamitische Staat. IS had in september 2014 moslims in het Westen opgeroepen om aanslagen te plegen op (burger)doelen. Canada nam actief deel in de coalitie tegen IS. Eerder die week was een IS-sympathisant in het Canadese Saint-Jean-sur-Richelieu, in de buurt van Montreal, ingereden op een groep militairen. Een militair overleed daarbij, terwijl een ander zwaargewond raakte.
De dader arriveerde rond 10 uur in de ochtend bij het Nationale Oorlogsmonument naast het parlement. Daar schoot hij met een Winchester Model 1894-geweer een soldaat dood die op wacht stond. Vervolgens stapte hij in zijn auto en reed naar het nabijgelegen parlementsgebouw. Bij binnenkomst verwondde hij een politieagent. Vervolgens liep hij het gebouw binnen en passeerde daarbij een kamer waar premier Steven Harper een vergadering had met leden van het parlement. Harper verborg zich in een kast, terwijl parlementsleden de deur blokkeerden. Een aantal van hen stond klaar bewapend met vlaggenstokken om Zehaf-Bibeau aan te vallen mocht hij de kamer binnenlopen.
Zehaf-Bibeau passeerde de kamer en kwam iets verderop terecht in een vuurgevecht. Hij werd uiteindelijk gedood door RCMP-agent Curtis Barrett en de gewapende ceremoniële wacht van het parlement (sergeant-at-arms), Kevin Vickers, een voormalige officier van de Royal Canadian Mounted Police. Deze laatste werd later benoemd tot ambassadeur van Canada in Dublin.